# Слобода (Мозырский район)
Слобода (транслит.: Slabada; бел. Слабада́) — агрогородок (до 2018 — деревня) в Мозырском районе Гомельской области Республики Беларусь. Административный центр Слободского сельсовета.
На западе — дубрава, которая является памятником природы местного значения. Поблизости от деревни — месторождение железняка. На северной окраине расположена роща карельской берёзы (около 2 га, памятник природы).

## География

### Расположение
В 19 км на запад от Мозыря, 13 км от железнодорожной станции Козенки (на линии Калинковичи — Овруч), 152 км от Гомеля, на пересечении автомобильных дорог Н4739 и Н4721.
Южнее агрогородка протекает река Тур, на которой имеется пруд.

## Транспортная сеть
Транспортные связи по просёлочной, затем автодороге Лельчицы — Мозырь. Планировка состоит из 2 почти параллельных между собой улиц широтной ориентации, которые присоединяются на востоке к короткой меридиональной улице. Застройка двусторонняя, преимущественно деревянная, усадебного типа. Часть деревни занимает новая кирпичная застройка для переселенцев из загрязнённых радиацией мест после катастрофы на Чернобыльской АЭС 1986 года.

## История
Обнаруженный археологами курганный могильник 10-XI века (19 насыпей, в 2 км на запад от деревни, в урочище Городок) свидетельствует о заселении этих мест с давних времён. В 1961 году в деревне найден монетный клад (монеты Византии XI века, Чехии и Речи Посполитой). По письменным источникам известна с XVII века как деревня в Мозырском повете Минского воеводства Великого княжества Литовского. Упоминается под 1640 год как казённая слобода. В 1755 году на средства помещика Аскерко построена церковь.
После 2-го раздела Речи Посполитой (1793 год) — в составе Российской империи. В 1795 году — село. Через деревню проходил тракт из Мозыря в Давид-Городок. Имелась почтовая станция. Крестьяне часто жаловались в разные инстанции на тяжесть барщины. В 1874 году открыта школа, для которой в том же году построено здание. Рядом находилась усадьба помещика Снедецкого, который владел здесь в 1876 году 4245 десятинами земли. В 1880 году построено новое деревянное здание церкви. Центр волости до 17 июля 1924 года, в которую в 1885 году входили 36 сёл с 681 двором. Согласно переписи 1897 года действовали часовня, хлебозапасный магазин. С сентября 1900 года действовал винокуренный завод А. Снедецкого. В 1917 году — село, деревня Слобода Малая и фольварк.
На бывших помещичьих землях в 1919 году был создан совхоз «Слобода». С 20 августа 1924 года центр Слободского сельсовета Мозырского, с 4 августа 1927 года Калинковичского, с 27 сентября 1930 года Мозырского районов Мозырского (с 26 июля 1930 года и с 21 июня 1935 года до 20 февраля 1938 года) округа, с 20 февраля 1938 года Полесской, с 8 января 1954 года Гомельской областей.
С 3 октября 1926 года до 4 августа 1927 года центр Слободского района, действовала 7-летняя школа (в 1935 году 475 учеников). В 1929 году организованы колхозы «Слобода», «Красный партизан», «Колхозник Мозырщины». В 1930 году рядом с деревней, в бывшем поместье, начала работу машинно-тракторная станция, работали 3 кузницы, стальмашня, маслозавод.
Во время Великой Отечественной войны в июле 1943 года каратели частично сожгли деревню и убили 25 жителей. В ночь на 30 августа 1943 года партизаны разгромили гарнизон, созданный оккупантами в деревне. Освобождена 10 января 1944 года. В боях за деревню и окрестности погибли 316 советских солдат и партизан (похоронены в братской могиле на кладбище). На фронтах и в партизанской борьбе погибли 169 жителей, память о них увековечивают скульптура солдата и стела, установленная в 1970 году на западной окраине.
В феврале 1944 года открыт детский дом для детей-сирот. Согласно переписи 1959 года — центр колхоза имени В.И. Ленина. Расположены подсобное хозяйство Мозырской электрической сети, лесничество, лесопилка, мельница, швейная и сапожная мастерские, средняя школа, Дом культуры, библиотека, детский сад, больница, аптека, ветеринарный участок, отделение связи, столовая, 4 магазина.
В состав Слободского сельсовета входила до 1962 года деревня Черемашня (не существует).
1 марта 2018 года деревня Слобода преобразована в агрогородок.

## Население

### Численность
- 2004 год — 365 хозяйств, 843 жителя.

### Динамика
- 1795 год — 102 двора.
- 1869 год — 519 жителей.
- 1897 год — 132 двора, 836 жителей (согласно переписи).
- 1908 год — 156 дворов, 1172 жителя.
- 1917 год — село 1218 жителей, деревня Слобода Малая 308 жителей и фольварк 137 жителей.
- 1925 год — 218 дворов.
- 1959 год — 1409 жителей (согласно переписи).
- 2004 год — 365 хозяйств, 843 жителя.

## Культура
- Дом культуры
- Историко-краеведческий музей «Страницы истории» ГУО «Слободская средняя школа Мозырского района»[3]

## Достопримечательности
- Братская могила красноармейцев, которые погибли в 1918—1920 годах.
- Братская могила советских воинов и партизан (1943-1944) —  Историко-культурная ценность Республики Беларусь, шифр 313Д000530.
- Памятник землякам, которые погибли в Великой Отечественной войне.
- Курганный могильник периода раннего средневековья, XI–XIII вв., 3 км на юго-запад от агрогородка, в урочище Турово болото, в лесу —  Историко-культурная ценность Республики Беларусь, шифр 313В000531.

## Известные уроженцы
- И. Б. Гнедько — командир Осиповичской партизанской бригады Могилёвской области.
- Л. И. Колыхан — член-корреспондент Национальной АН Беларуси, доктор технических наук, профессор[4].
- В. А. Пилипович — академик Национальной АН Беларуси, доктор физико-математических наук, профессор, заслуженный деятель наук Беларуси[5].